# (14494) 1994 YJ2
(14494) 1994 YJ2 là một tiểu hành tinh vành đai chính. Nó được phát hiện bởi Seiji Ueda và Hiroshi Kaneda ở Kushiro, Hokkaidō, Nhật Bản, ngày 30 tháng 12 năm 1994.